# Эмират Дали
Эмират Дали (араб. إمارة الضالع‎ Amirat ad-Dali`) — арабское государство, существовавшее на территории нынешней мухафазы Ад-Дали в Южном Йемене (с XVI века до 1967 года). Во главе эмирата стояла династия Аль-Амири.
Столицей эмирата являлся город эд-Дали (встречается также Дхала или Дала).

## История эмирата
Ядром эмирата Дали было южно-аравийское племя Амири, до XVIII века находившееся под властью зайдитских имамов Саны. На рубеже XVIII—XIX веков шейх Амири принял титул амира Дали. В состав эмирата входило вассальное племенное шейхство Аль-Кутайби, контролировавшее переход через горный хребет Радфан.
В марте 1874 г., во время второй османской оккупации Йемена, турки-османы оккупировали эд-Дали, который располагался на караванном пути из Саны в Аден. В мае 1875 г. британский резидент в Адене предложил освободить эд-Дали военным путем. Но до этого дело не дошло, а в сентябре 1876 г. Османская империя сама вывела войска, чему содействовали восстания на Балканах, собственные финансовые трудности, давление Великобритании, да и сопротивление местных племен. В 1878 г, шейхи обратились к Великобритании с просьбой о протекторате. Лондон решил отказать им, не хотел обострять отношения с Портой. Это вызвало недовольство колониальных кругов. В марте 1880 г. турецкие войска вновь появились в этом районе, и Великобритания заключила договор о дружбе с правителем эмирата Дала.
В 1904 году эмират вошел в состав британского Протектората Аден. В эмирате был размещён английский гарнизон.
В 1944 году амир Дали Насир I бин Шаиф вынужден был подписать с Великобританией договор, предусматривающий назначение при нём должности британского советника, контролирующего внутреннюю политику амира. Кроме того, англичане получили право на строительство военно-воздушной базы и военного училища (в среднем, на 50 учащихся).
11 февраля 1959 года эмират Дали вместе с ещё пятью йеменскими монархиями вошёл в состав учреждённой британцами Федерации Арабских Эмиратов Юга.
В 1962 году Федерация Арабских Эмиратов Юга была преобразована в Федерацию Южной Аравии.
14 октября 1963 г. в горах Радфана, находящихся на юге эмирата Дали между отрядом англичан и вооружённым отрядом, который недавно вернулся из Йеменской Арабской Республики (ЙАР), где воевал за Республику и, несмотря на поражение, отказался сдать северянам оружие. Командующий отрядом, шейх Рагиб Галиб Лабуза, был убит в бою, но НФ направил в горы Рафдан своего человека, который и взял на себя ответственность командира повстанческих сил. Также отряд получал помощь с территории ЙАР. Этот день, 14 октября 1963 года, считается началом освободительной войны Йемена.
Английские войска покинули Южный Йемен 29 (30) ноября 1967 года. Монархия была упразднена 30 ноября 1967 года и территория эмирата вошла в состав Народной Республики Южного Йемена (НДРЙ).
С образованием НДРЙ карту перекроили и горы Радфан, которые до этого были на территории эмирата Дали, оказались на территории соседней мухафазы Лахдж.

## Амиры Дали
- ?—? гг. Шафауль I аль-Амири
- ?—? гг. Ахмад бин Шафауль аль-Амири
- ?—? гг. Хасан бин Ахмад аль-Амири
- ?—? гг. Абл аль-Хади бин Хасан аль-Амири
- 1839?—? гг. Мусаид бин Хасан аль-Амири
- ?—1872 гг. Шафауль II бин Абл аль-Хади аль-Амири
- 1872—1873 гг. Али I бин Мукбил аль-Амири
- 1873—12.1873 гг. Мухаммад бин Мусаид аль-Амири
- 01.1874—1874 гг. Али I бин Мукбил аль-Амири
- 1874—1878 гг. Абдаллах бин Мухаммад аль-Амири
- 1878—1886 гг. Али I бин Мукбил аль-Амири
- 1886—1911 гг. Шаиф бин Сайф аль-Амири
- 1911—1920 гг. Насир I бин Шаиф аль-Амири
- 1920—1928 гг. Хайдара бин Насир аль-Амири
- 1928—1947 гг. Насир I бин Шаиф аль-Амири
- 1947—1954 гг. Али II бин Али аль-Амири
- 1954—17.08.1967 гг. Шафауль III бин Али аль-Амири